# Theodor Franz Wilhelm Kirsch

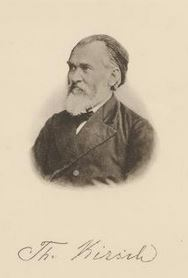
Theodor Franz Wilhelm Kirsch

Theodor Franz Wilhelm Kirsch (29 september 1818, Düben - 8 juli 1889, Dresden) was een Duitse entomoloog die gespecialiseerd was in kevers.

## Publicaties
- 1859. Zwei neue Laufkäfer. Stettiner Entomologische Zeitung 20(4–6), 197–200.
- 1865. Beiträge zur Käferfauna von Bogotá. Berliner Entomologische Zeitschrift 9: 40-104.
- 1866. Beitrage zur Kaferfauna von Bogota. Berliner Entomologische Zeitschrift 10: 173–216.
- 1871. Beiträge zur Käferfauna von Bogotà (Sechstes Stück.). Berliner Entomologische Zeitschrift 14(3–4) [1870]: 337–378.
- 1871. Nene Käfer-Arten aus Egypten, gesammelt von Dr. Schneider. Berliner Entomologische Zeitschrift 14(3–4) [1870]: 389–396.
- 1875. Neue Käfer aus Malacca. Mittheilungen aus dem Königlichen Zoologischen Museum zu Dresden 1: 25-58.
- 1876. Beitrag zur Kenntnis der Coleopteren-fauna von Neu Guinea. Mittheilungen aus dem Königl. Zoologischen Museum zu Dresden 2: 135-161.
- 1876. Beiträge zur Kenntnis der peruanischen Käferfauna auf Dr. Abendroth's Sammlungen basirt. Sechtes Stück. Deutsche Entomologische Zeitschrift 20: 81-133.
- 1877. Beitrag zur kenntnis der Lepidopteren-Fauna von Neu Guinea. Mitt. zool. Mus. Dresden 1877: 103-134, pls 5-7.
- 1877. Die Käferfauna der Auckland-inseln nach Herm. Krone's Sammlungen beschrieben. (Kiesenwetter, E.A.H. von & Kirsch, T.) Deutsche entomologische Zeitschrift 21(1): 153–174.